# Bisamhälle
Ett bisamhälle är en grupp av bin som lever och arbetar tillsammans. Ett bisamhälle består normalt av ett stort antal arbetsbin (ej fullt utvecklade honor), ett mindre antal drönare (hanar) samt i allmänhet en drottning (hona).
Bisamhällen förökar sig i naturen genom svärmning, som normalt innebär att den äldre drottningen lämnar samhället tillsammans med ett stort antal arbetsbin, några drönare och så mycket honung som man kan ta med sig. Svärmingen startar när bisamhället har minst en ny drottning på gång. Riktigt stora bisamhällen kan förutom svärming med den äldre drottningen få ett antal eftersvärmar med nya drottningar.